# Gervais-François Couperin
Pour les articles homonymes, voir Couperin.
Gervais-François Couperin, né à Paris le 22 mai 1759 — décédé dans la même ville le 11 mars 1826, est le dernier représentant masculin de la célèbre dynastie de compositeurs et organistes Couperin.

## Biographie
Il étudie avec son père Armand-Louis Couperin. En 1789, Gervais-François qui signait « Couperin le jeune », remplace son père à l'orgue de la Sainte-Chapelle. Quelques mois plus tard, il  succède à son frère Pierre-Louis Couperin à l'orgue de Notre-Dame de Paris, position qu'il conserve jusqu'à la Révolution. Il est ensuite organiste à Saint-Gervais et à Saint-Merri (1818 – 1826).
Il a épousé Hélène Thérèse Frey (1775-1862), cantatrice dont il a eu une fille, Céleste-Thérèse (1793-1860), elle aussi organiste.

## Œuvres
- Rondo en ré majeur pour clavecin ou piano-forte (1782)
- Deux Sonates Op. 1, pour le clavecin et le piano-forte avec accompagnement de violon et violoncelle ad libitum (1788)
- Ah ! Ça ira !, variations pour le clavecin (1790)
- Ouvertures d'Iphigénie et de Démophon pour le piano-forte et violon ad libitum (1797)
- Les Incroyables op. 6 pour le pianoforte (1797)
- Les Merveilleuses op. 7 pour pianoforte (1797)
- Premier Recueil contenant six Romances, avec accompagnement de piano-forte ou harpe (1799)
- Louis XVIII ou le Retour du bonheur en France (1816)
- De nombreuses pièces pour orgue, à destination liturgique (offertoires, versets du Gloria, récits, duetti, etc)